# 溝尾茂朝
溝尾 茂朝（みぞお しげとも）は、戦国時代から安土桃山時代にかけての武将。明智光秀の家臣。明智五宿老の一人。三沢秀次と同一人物であると考えられる。光秀に明智姓を賜り明智 茂朝とも呼ばれた。
姓は「三沢」も使用され発音は「みさわ」の説がある。

## 経歴
『細川家記』の永禄11年（1568年）7月10日条に、明智光秀が足利義昭と織田信長を仲介する際の光秀の家人「溝尾庄兵衛」として史料に初めて登場する。
天正元年（1573年）、朝倉氏滅亡後の8月から9月まで明智光秀と羽柴秀吉と滝川一益が越前国の占領行政を担当していたが、9月末から「三沢小兵衛秀次」、羽柴家臣・木下祐久、滝川家臣・津田元嘉の3人がそれぞれ代官として引き継ぎ、越前国北ノ庄の朝倉土佐守の旧館で業務をして「北庄ノ奉行信長殿御内三人衆」（『 朝倉始末記』）と呼ばれ、10月1日には称名寺に領地の安堵状を出している（称名寺文書）。当時、越前の守護代には桂田長俊が任じられていたが、越前の政務の実態は信長の朱印状に基づいて北ノ庄の3人の代官が政務を執行しており、寺領の安堵や年貢・諸公事を収納する事の認可を3代官の連署で許可していたりと、越前支配の実権は3代官が掌握していた。
天正2年（1574年）1月19日に富田長繁率いる越前一向一揆が起こり守護代・桂田長俊を殺し、次に一揆勢は21日に3人衆を攻めたが、安居景健と朝倉景胤の仲裁で、逃れて京都へ戻る。
天正3年（1575年）からの光秀の丹波攻めに従軍する。天正4年（1576年）2月に丹波攻めの途中で国人の中台、曽根の2名に重臣「三沢惣兵衛尉秀儀」として「万雑公事」を免除している。天正7年（1579年）4月の光秀書状には「小兵衛」を「明智」としており明智の名字を使用していた（和田弥十郎宛光秀書状「下条文書」）。
天正10年（1582年）5月には、接待役となった光秀に従って徳川家康の接待の指揮に参加したと言われる。
以上のように朝倉氏滅亡後に越前の代官となった「三沢秀次」や、丹波統治時代に光秀書状に添え状を出している「三沢秀儀」は溝尾と同一人物と推測され、明智家中の政務に大きく関与していたと思われる。
天正10年（1582年）、池田家本『信長公記』において本能寺の変前の重臣合議の場に明智秀満、明智光忠、斎藤利三、藤田行政と共に参加しており信長を討つことを賛成した。なお、他の自筆『信長公記』では他4重臣のみで池田家本では太田牛一の自筆で「三沢昌兵衛」が加筆挿入されている。
本能寺の変後の山崎の戦いに参加したが、敗れて光秀と坂本城へ落ち延びようする。しかし、光秀が落ち武者狩りの百姓によって致命傷を負わされると、光秀の命令で介錯を務めた。そして光秀の首を持ち帰ろうとしたが、再び落ち武者狩りに見つかり首を竹藪の溝に隠すと坂本城へ落ち城で自害した。またその場で自害して果てたとも言われる。享年45。光秀の首は百姓に見つかり翌日、織田信孝に差し出された（兼見卿記）。

## 関連作品
- ぶらいかん長兵衛（1930年、演：中村東之助）
- 森蘭丸（1955年、演：深水吉衛）
- 敵は本能寺にあり（1960年、演：田中謙三）
- 残酷の河（1963年、演：須賀不二男）
- 続・忍びの者（1963年、演：福井隆次）
- 国盗り物語（1973年、演：松村彦次郎）
- 太閤記（1987年、演：飯山弘章）
- 春日局（1989年、演：右京孝雄）
- 戦国武士の有給休暇（1994年、演：川端槙二）
- 影武者 織田信長（1996年、演：島田順司）
- 秀吉（1996年、演：今福将雄）
- 功名が辻（2006年、演：杉山聡→吉野正弘）
- 軍師官兵衛（2014年、演：永倉大輔）